# 采庞·塞洛
采庞·格拉迪丝·塞洛（Tsepang Gladys Sello，1997年2月23日—）生于马塞卢，是一名莱索托女子田径运动员，主攻中距离赛跑。她在2014年参加南京青奥，在女子3000公尺项目上以9分59秒47获得第13名。两年后，她出战里约奥运，在女子800公尺项目预赛上以2分10秒22排名小组第8，未能晋级下一轮。